# 프로페셔널 오디오

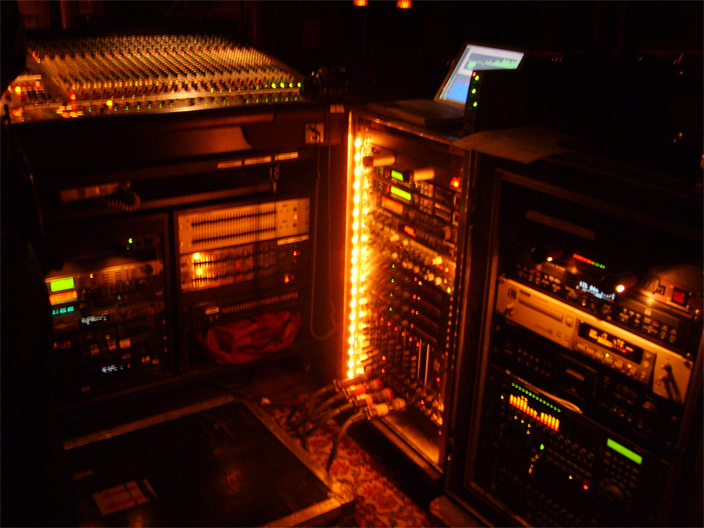
다양한 라이브 오디오 제작 및 녹음 장비의 포터블 구성

프로페셔널 오디오(Professional audio) 또는 프로 오디오(Pro Audio)는 고품질 스튜디오급 오디오 장비의 활동 및 카테고리를 모두 의미한다. 일반적으로 이는 믹싱 콘솔, 녹음 장비 및 사운드 강화 시스템을 사용하여 라이브 이벤트 지원 및 녹음 작업을 수행하는 숙련된 사운드 엔지니어, 오디오 엔지니어, 음반 제작자 및 오디오 기술자의 사운드 녹음, 사운드 강화 시스템 설정 및 오디오 믹싱, 스튜디오 음악 제작을 포함한다. 프로페셔널 오디오는 일반적으로 비상업적 환경에서의 청취에 맞춰진 소비자용 또는 가정용 오디오와 다르다.
프로페셔널 오디오에는 방송 라디오, 녹음 스튜디오, TV 스튜디오의 오디오 마스터링, 라이브 콘서트, DJ 공연, 오디오 샘플링, 전관 방송 시스템 설정, 영화관의 사운드 강화, 호텔과 레스토랑의 파이프 음악 디자인 및 설정 등 사운드 강화가 포함되지만 이에 국한되지는 않는다. 프로페셔널 오디오 장비는 프로페셔널 오디오 매장 및 음반 판매점에서 판매된다.

## 정의
전문 오디오는 정확한 정의가 없지만, 일반적으로 다음을 포함한다:
- 훈련된 오디오 엔지니어가 수행하는 작업
- 하나 이상의 마이크로폰으로 사운드를 캡처하는 것[1]
- 멀티트랙 레코딩 장치의 사운드 신호를 오디오 믹서를 사용하여 균형을 맞추고, 믹싱하고, 조정하는 것
- 표준화된 측정 방식을 사용하여 오디오 레벨을 제어하는 것[2]
- 다양한 시간과 장소에서 다양한 기술을 포함하는 긴 신호 체인을 통과하는 사운드 신호
- 국제전기통신연합, 오디오 엔지니어링 소사이어티 및 유럽 방송 연맹과 같은 기관에서 수립한 조직적, 국가적 및 국제적 관행 및 표준 준수
- 음향 강화 시스템 또는 녹음실 설정 또는 설계

## 상점
전문 오디오 상점은 고가의 고급 음향 녹음 장비(마이크로폰, 오디오 믹서, 디지털 오디오 레코더, 스피커 및 서라운드 사운드 스피커, 스튜디오 모니터)와 음향 강화 시스템 장비(예: 스피커 인클로저 캐비닛, 스테이지 모니터 스피커, 파워 앰프, 서브우퍼 캐비닛) 및 두 환경에서 사용되는 액세서리(예: 마이크 스탠드)를 판매하고 많은 경우 대여하는 소매점이다. 일부 전문 오디오 상점은 영상 프로젝터와 같은 비디오 장비도 판매하는데, 이는 이러한 장비가 라이브 오디오 환경(예: 비즈니스 프레젠테이션 및 컨벤션)에서 흔히 사용되기 때문이다. 일부 전문 오디오 상점은 DJ 장비(레코드 턴테이블, DJ 믹서)와 록 콘서트, 댄스 클럽, 레이브, 극장/뮤지컬 극장 공연에서 사용되는 무대 조명 장비를 판매 및 대여하기도 한다.

## 같이 보기
- 사운드 디자인